# Фајрејева веверица
Фајрејева веверица (лат. Callosciurus phayrei, енгл. Phayre's squirrel) је сисар из реда глодара (Rodentia) и породице веверица (Sciuridae).

## Распрострањење
Ареал врсте је ограничен на две државе. Јужна Кина и Бурма су једина позната природна станишта врсте.

## Станиште
Станишта врсте су шуме и речни екосистеми. 

## Угроженост
Ова врста је наведена као последња брига, јер има широко распрострањење и честа је врста.